# أولاد حدو (بني افتح)
أولاد حدو هي إحدى مشيخات المملكة المغربية، تتبع جغرافيا لإقليم تازة وإداريًا لبني افتح. يقدر عدد سكانها بـ 3995 نسمة حسب الإحصاء الرسمي للسكان والسكنى لسنة 2004.